# Белая Глина (Свердловская область)
Белая Глина — деревня в Верхотурском городском округе Свердловской области. Управляется Кордюковским сельским советом.

## География
Населённый пункт расположен на правом берегу реки Туры в 60 километрах на юго-восток от административного центра округа — города Верхотурье, на железнодорожной линии Алапаевск — Серов.

### Часовой пояс
Белая Глина, как и вся Свердловская область, находится в часовой зоне МСК+2. Смещение применяемого времени относительно UTC составляет +5:00.

## Население
| 1873 | 2002 | 2010 | 2021 |
| ---- | ---- | ---- | ---- |
| 91   | ↘79  | ↘57  | ↘43  |

## Инфраструктура
В деревне расположена всего одна улица: Белоглинская.